# Championnat d'Europe de baseball 1981
Navigation
Édition précédente Édition suivante
Le championnat d'Europe de baseball 1981, dix-septième édition du championnat d'Europe de baseball, a eu lieu du 11 au 19 juillet 1981 à Haarlem, aux Pays-Bas. Il a été remporté par l'équipe des Pays-Bas.